# أدير (أوكلاهوما)
أدير، أوكلاهوما  (بالإنجليزية: Adair, Oklahoma)‏ هي بلدة تقع في مقاطعة مايز، أوكلاهوما بولاية أوكلاهوما في الولايات المتحدة. تبلغ مساحتها 11.7 (كم²)، وترتفع عن سطح البحر 208 م، بلغ عدد سكانها 790 نسمة في عام تعداد الولايات المتحدة 2010 حسب إحصاء مكتب تعداد الولايات المتحدة .

## التركيبة السكانية
حدّد مكتب تعداد الولايات المتحدة بيانات التركيبة السكانية لأدير في تعداد الولايات المتحدة. في ما يلي، التركيبة السكانية حسب تعدادي 2000 و2010.

### تعداد عام 2000
بلغ عدد سكان أدير 704 نسمة بحسب تعداد عام 2000، وبلغ عدد الأسر 272 أسرة وعدد العائلات 199 عائلة مقيمة في البلدة. في حين سجلت الكثافة السكانية 54.5 نسمة لكل كيلومتر مربع (141.2/ميل2). وبلغ عدد الوحدات السكنية 314 وحدة بمتوسط كثافة قدره 24.3 لكل كيلومتر مربع (62.9/ميل2).
وتوزع التركيب العرقي للبلدة بنسبة 69.46% من البيض و0.14% من الأمريكيين الأفارقة و23.86% من الأمريكيين الأصليين و0.71% من الأعراق الأخرى و5.82% من عرقين مختلطين أو أكثر و1.28% من الهسبانيون أو اللاتينيون من أي عرق.
بلغ عدد الأسر 272 أسرة كانت نسبة 39.7% منها لديها أطفال تحت سن الثامنة عشر تعيش معهم، وبلغت نسبة الأزواج القاطنين مع بعضهم البعض 57.7% من أصل المجموع الكلي للأسر، ونسبة 12.1% من الأسر كان لديها معيلات من الإناث دون وجود شريك،  بينما كانت نسبة 3.3% من الأسر لديها معيلون من الذكور دون وجود شريكة وكانت نسبة 26.8% من غير العائلات. تألفت نسبة 23.2% من أصل جميع الأسر من عدة أفراد يعيشون في نفس المنزل ونسبة 8.5% كانت تتألف من شخص يعيش بمفرده يبلغ من العمر 65 عاماً أو أكثر. وبلغ متوسط حجم الأسرة المعيشية 2.59، أما متوسط حجم العائلات فبلغ 3.06.
بلغ العمر الوسطي للسكان 34.0 عاماً. وكانت نسبة 27.6% من القاطنين تحت سن الثامنة عشر، وكانت نسبة 10.8% بين الثامنة عشر والرابعة والعشرين عاماً، ونسبة 26.1% كانت واقعةً في الفئة العمرية ما بين الخامسة والعشرين والرابعة والأربعين عاماً، ونسبة 23.4% كانت ما بين الخامسة والأربعين والرابعة والستين، ونسبة 12.1% كانت ضمن فئة الخامسة والستين عاماً فما فوق. يوجد لكل 100 أنثى 90.3 ذكر، ويوجد لكل 100 أنثى في الثامنة عشر من عمرها فما فوق 91.7 ذكر.
بلغ متوسط دخل الأسرة في البلدة 35,250 دولارًا، أما متوسط دخل العائلة فبلغ 38,500 دولارًا. وكان متوسط دخل الذكور 31,313 دولارًا مقابل 17,500 دولارًا للإناث. وسجل دخل الفرد الخاص بالبلدة 14,388 دولارًا. وكانت نسبة 10.5% من العائلات ونسبة 12.3% من السكان تحت خط الفقر، وكان من هؤلاء نسبة 22.2% تحت سن الثامنة عشر ونسبة 2.8% في الخامسة والستين من العمر وما فوق.

### تعداد عام 2010
بلغ عدد سكان أدير 790 نسمة بحسب تعداد عام 2010، وبلغ عدد الأسر 287 أسرة وعدد العائلات 206 عائلة مقيمة في البلدة. في حين سجلت الكثافة السكانية 61.2 نسمة لكل كيلومتر مربع (158.5/ميل2). وبلغ عدد الوحدات السكنية 315 وحدة بمتوسط كثافة قدره 24.4 لكل كيلومتر مربع (63.2/ميل2).
وتوزع التركيب العرقي للبلدة بنسبة 72.41% من البيض و0.13% من الأمريكيين الأفارقة و18.86% من الأمريكيين الأصليين و0.63% من الأعراق الأخرى و7.97% من عرقين مختلطين أو أكثر و3.54% من الهسبانيون أو اللاتينيون من أي عرق.
بلغ عدد الأسر 287 أسرة كانت نسبة 45.6% منها لديها أطفال تحت سن الثامنة عشر تعيش معهم، وبلغت نسبة الأزواج القاطنين مع بعضهم البعض 53.7% من أصل المجموع الكلي للأسر، ونسبة 13.9% من الأسر كان لديها معيلات من الإناث دون وجود شريك،  بينما كانت نسبة 4.2% من الأسر لديها معيلون من الذكور دون وجود شريكة وكانت نسبة 28.2% من غير العائلات. تألفت نسبة 23% من أصل جميع الأسر من عدة أفراد يعيشون في نفس المنزل ونسبة 7.3% كانت تتألف من شخص يعيش بمفرده يبلغ من العمر 65 عاماً أو أكثر. وبلغ متوسط حجم الأسرة المعيشية 2.75، أما متوسط حجم العائلات فبلغ 3.29.
بلغ العمر الوسطي للسكان 30.8 عاماً. وكانت نسبة 30.6% من القاطنين تحت سن الثامنة عشر، وكانت نسبة 11.1% بين الثامنة عشر والرابعة والعشرين عاماً، ونسبة 25.1% كانت واقعةً في الفئة العمرية ما بين الخامسة والعشرين والرابعة والأربعين عاماً، ونسبة 22.4% كانت ما بين الخامسة والأربعين والرابعة والستين، ونسبة 10.8% كانت ضمن فئة الخامسة والستين عاماً فما فوق. وتوزع التركيب الجنسي للسكان بنسبة 47.3% ذكور و52.7% إناث.